# Volkswagen Bora
 Denne artikel omhandler modellen produceret i Europa i årene 1998 til 2005. Opslagsordet har også en anden betydning, se Volkswagen Bora (flertydig).
Volkswagen Bora (type 1J) er en i efteråret 1998 præsenteret lille mellemklassebil fra Volkswagen. Bilen er teknisk set baseret på Volkswagen Golf IV, som den optisk set dog adskiller sig væsentligt fra. I Nordamerika og Sydafrika blev modellen ligesom sine forgængere fortsat solgt under navnet Volkswagen Jetta.
Bora er opkaldt efter den katabatiske vind Bora.

## Modelhistorie
Bora (Jetta IV) skulle oprindeligt have været udbygget til en komplet, selvstændig modelserie. Ud over den i september 1998 introducerede klassiske sedan var der også planlagt en sportslig livsstilsstationcar, en coupé (også som afløser for den i efteråret 1995 udgåede Corrado) og en cabriolet. Kun stationcaren gik i serieproduktion, sideløbende med Golf IV men med et højere udstyrsniveau. Der findes også Jetta IV coupéer i enkelte eksemplarer, f.eks. i USA hvor de kan opleves på nogle Volkswagen-træf, rettet mod prototypen Volkswagen CJ, som blev vist på Detroit Motor Show i 1998 og baseret på designet fra Jetta IV (Bora).
Forgængerens styling blev hyppigt kritiseret som værende konservativ. Volkswagen reagerede på denne kritik og designede Bora mere elegant og selvstændigt. Sedanversionen virkede nu mere harmonisk proportioneret, og også sidelinjen var mere udstrakt.
Med det nye design sigtede Volkswagen mod BMW 3-serien og Mercedes-Benz C-klassen. Selv om Bora kom ud af nogle gruppetests som vinder − som en meget afbalanceret bil med en for den lille mellemklasse overgennemsnitligt god forarbejdningskvalitet − blev den ligesom sine forgængere ingen succes i Europa.
Standard er bl.a. ABS, først fire og senere seks airbags samt fjernbetjent centrallåsesystem. Bora har ligeledes fuldt forzinket karrosseri og findes i de fire udstyrsvarianter Basis, Trendline, Comfortline og Highline.
I maj 1999 blev sedanen suppleret af Bora Variant. Fra A-søjlen er karrosseriet identisk med Golf Variant. I modsætning til Golf Variant blev Bora Variant ingen succes. De færreste kunder ville betale en betydeligt højere pris for en lidt bedre udstyret Golf Variant. I dette segment spillede såkaldte livsstilsstationcars på dette tidspunkt kun en underordnet rolle. Bora Variant blev i modsætning til Golf Variant ikke importeret officielt til Danmark af importøren, Skandinavisk Motor Co. A/S.
Fra dette tidspunkt og frem til 2003 var topmotoren i Bora ligesom i Golf en sekscylindermotor på 2,8 liter med 150 kW (204 hk). Motoren er udført i VR-byggeform og hedder af marketingmæssige årsager "V6". Cylindrene har en hældning på kun 15° og er forskudt parallelt med motorens midteraksel, hvilket reducerer motorens byggelængde så den er næsten identisk med en firecylindret rækkemotors. I USA findes Jetta også med en VR6-motor på 2,8 liter med toventilteknik og 130 kW (177 hk)/245 Nm.
Motorerne med motorkendebogstaverne AQP og AUE er udstyret med en knastakselindstilling, hvor timingen mellem indsugnings- og udstødningsknastakslerne kan ændres, mens den senere BDE-motor jan indstille begge knastaksler uafhængigt af hinanden. Det maksimale drejningsmoment på 270 Nm opnås ved 3200 omdr./min. De største ændringer i forhold til forgængermotoren med 174 hk er den totrins indsugningsmanifold og topstykket med fire i stedet for to ventiler pr. cylinder. 
For at overføre kraften til vejbanen, er topmodellen udstyret med firehjulstrækket 4Motion, som uden spin på forakslen overfører 10 % af drivmomentet til bagakslen. Først ved spin på forakslen bliver op til 50 % (teoretisk op til 100 %) overført til bagakslen. Modellen accelererer fra 0 til 100 km/t på 7,1 sek. I USA hedder denne fortsat GLI.
En speciel version er den i november 2000 præsenterede Bora HyMotion med brint-/brændselscelledrift.
Fra midten af 2001 blev kombiinstrumentet ligesom på Golf udvidet med kromapplikationer. I modsætning til i Golf er den meget synlige afdækning til passagerairbagen i Bora næsten ikke synlig.
Med yderligere specialmodeller blev der gjort forsøg på at hæve salgstallene. Dertil hører versionerne "Edition", "Pacific", "Sport Edition" og "Special".
Generelt har Bora/Jetta IV et højere udstyrsniveau end en tilsvarende Golf. Der kom reklamationer over for højt olieforbrug på benzinmotoren på 2,0 liter med 85 kW (115 hk), hvorefter Volkswagen betragtede et olieforbrug på 1 liter pr. 1000 km som "normalt".
Bora var i produktion frem til maj 2005 og "overlevede" derved sin platformsdonor med halvandet år.
- Bagfra
- VW Bora Variant (1999–2004)
- I USA blev Bora ligesom sine forgængere solgt under navnet Jetta.

## Tidslinje
I løbet af sin syvårige byggeperiode fik Bora en del tekniske ændringer, men dog aldrig − i modsætning til for eksempel Polo eller Passat − noget egentligt facelift. De vigtigste ændringer var som følger:
1998
September: Bora Limousine introduceres som efterfølger for Vento med valgmulighed mellem følgende motorer:
- 1,4 med 55 kW (75 hk)
- 1,6 med 74 kW (100 hk)
- 1,8 med 92 kW (125 hk) og 4Motion-firehjulstræk
- 2,0 med 85 kW (115 hk)
- 2,3 V5 med 110 kW (150 hk)
- 1,9 SDI med 50 kW (68 hk)
- 1,9 TDI med 66 kW (90 hk), 81 kW (110 hk) hhv. 85 kW (115 hk).

1999
Maj:
- Stationcarversion Variant med motorerne 2,0 med 85 kW (115 hk), 2,3 V5 med 110 kW (150 hk) og 1,9 TDI med 81 kW (110 hk) hhv. 85 kW (115 hk).
- Kørecomputeren integreres i den centrale infodisplay.
- 1,9 TDI med 66 kW (90 hk) nu også med firetrins automatgear.
- Forlængede serviceintervaller ("LongLife") på 30.000 km (benzin) hhv. 50.000 km (diesel, undtagen pumpe/dyse), opnået ved hjælp af:
  - Intelligent serviceintervalindikator; afhængigt af kørestil kan intervallet igen reduceres til 15.000 km.
  - Oliestandssensor inkl. kontrollampe i kombiinstrumentet samt olietemperatursensor.
  - Speciel LongLife-motorolie efter VW-norm 503 00 (benzin) hhv. 506 00 (diesel).
  - Lavere tolerance for hårdt belastede motordele.
  - Oliefilter og oliekøler med større gennemløbsmængde.
  - Vedligeholdelsesfrit bly-calcium-batteri.
- Ny motor: 2,8 V6 med 150 kW (204 hk) og 4Motion-firehjulstræk.

September: ESP nu standardudstyr (undtagen 1,4).
2000
Januar: Ændrede motorer:
- 1,6 med manuelt gear nu med 16 ventiler og 77 kW (105 hk).
- TDI-dieselmotorer nu med tandrem med skifteinterval på 90.000 i stedet for 60.000 km.

Februar:
- Nydesignet kopholder foran.
- Gardinairbags nu tilgængelige som ekstraudstyr.

Maj:
- Nye muligheder for ekstraudstyr:
  - Bagsæde med to integrerede børnesæder.
  - Multifunktionslæderrat med taster til radio og fartpilot.
- 1,8 med 92 kW (125 hk) og 4Motion afløses af 2,0 med 85 kW (115 hk) og 4Motion.

Juli: Alle benzinmotorer med undtagelse af V5 opfylder nu Euro4-normen.
Oktober: Ændrede/yderligere motorer:
- 1,9 TDI med 110 kW (150 hk)[6] og pumpe/dyse-system. Den højere effekt er opnået ved hjælp af en større turbolader med højere ladetryk, ny ladeluftkøler, modificerede kolber, kraftigere oliepumpe, forstærkede plejlstænger og forstærket cylinderblok.
- 1,9 TDI med 74 kW (100 hk) og pumpe/dyse-system.[6]
- 2,3 V5 nu med fire ventiler pr. cylinder og 125 kW (170 hk).[6]
- 1,8 T med 110 kW (150 hk).[6]
- I kombination med firetrins automatgear benyttes ikke den 1,6-liters 16-ventiler med 77 kW (105 hk), men derimod den 1,6-liters 8-ventiler med 75 kW (102 hk) fra Audi A3 og Škoda Octavia.

2001
Maj:
- Tekniske ændringer:
  - Alle motorer nu egnet til LongLife-service.
  - På biler med fjernbetjent centrallåsesystem bortfalder låsecylinderen i passagerdøren.
  - Advarsel om åben bagagerumsklap i kombiinstrumentet.
- Ændrede motorer:
  - 1,9 TDI med 81 kW (110 hk) ikke længere tilgængelig med automatgear.
  - 1,9 TDI med 85 kW (115 hk) nu i stedet med 96 kW (130 hk).
  - 2,0 med 85 kW (115 hk) nu med balanceaksel.

Oktober: Ny motor: 1,6 FSI med 81 kW (110 hk) og direkte indsprøjtning.
2002
Maj: Ændret motorprogram:
- 1,9 TDI med 66 kW (90 hk) og 81 kW (110 hk) udgår.
- 2,3 V5 med 125 kW (170 hk) afløses af 1,8 T med 132 kW (180 hk).

August: Nye viskerblade ("AeroTwin") fra Bosch.
December: Nødnøglen bortfalder.
2003
Maj: 2,8 V6 med 150 kW (204 hk) samt alle 4Motion-versioner udgår.
2004
Maj: Nakkestøtte og trepunktssele på midterste bagsæde bliver standard.
December: Produktionen af Bora Variant indstilles.
2005
Maj: Produktionen af Bora Limousine indstilles i Europa.

## Volkswagen Bora/City Jetta/Clasico (2006−)
- Volkswagen City Jetta
- Volkswagen Bora
- Volkswagen Bora HS
- Volkswagen Clasico

Siden 2007 sælges en optisk og teknisk modificeret version af Jetta IV fortsat i Sydamerika, Mexico (siden 2011 som Volkswagen Clasico) og Canada (som City Jetta). Frontpartiet har siden 2008 lignet den i 2005 introducerede Volkswagen Passat B6, mens bagenden optisk er rettet mod første generation af Phaeton og Touareg. I de fleste af disse lande sælges modellen sideløbende med Jetta V.
På det kinesiske marked hedder modellen Volkswagen Bora. I 2006 fulgte et facelift, hvorefter modellen ligeledes under navnet Volkswagen Bora HS også sælges som femdørs hatchback på basis af Golf IV.

## Sikkerhed
Det svenske forsikringsselskab Folksam vurderer flere forskellige bilmodeller ud fra oplysninger fra virkelige ulykker, hvorved risikoen for død eller invaliditet i tilfælde af en ulykke måles. I rapporterne Hur säker är bilen? er/var Bora (samt Golf IV) klassificeret som følger:
- 2003: Ned til 15 % dårligere end middelbilen[7]
- 2005: Som middelbilen[8]
- 2007: Som middelbilen[9]
- 2009: Som middelbilen[10]
- 2011: Som middelbilen[11]
- 2013: Som middelbilen[12]
- 2015: Som middelbilen[13]
- 2017: Mindst 20 % bedre end middelbilen[14]
- 2019: Mindst 20 % bedre end middelbilen[15]

## Tekniske data

### Benzinmotorer

#### 1,4 til 1,8 liter
|                                                | 1.4                     | 1.6                             | 1.6                   | 1.6                 | 1.6 FSI                      | 1.8                   | 1.8 T                           | 1.8 T                     |
| Byggeperiode                                   | 9/1998−5/2005           | 9/1998−9/2000                   | 10/2000−5/2005        | 1/2000−5/2005       | 10/2001−5/2005               | 9/1998−5/2000         | 10/2000−5/2005                  | 5/2002−5/2005             |
| Motordata                                      |                         |                                 |                       |                     |                              |                       |                                 |                           |
| Motorkendebogstaver                            | AHW, AKQ, APE, AXP, BCA | AEH, AKL, APF                   | AVU, BFQ              | AUS, AZD, ATN, BCB  | BAD                          | AGN                   | AGU, ARX, AUM                   | AUQ                       |
| Motortype                                      | R4-benzinmotor          | R4-benzinmotor                  | R4-benzinmotor        | R4-benzinmotor      | R4-benzinmotor               | R4-benzinmotor        | R4-benzinmotor                  | R4-benzinmotor            |
| Antal ventiler pr. cylinder                    | 4                       | 2                               | 2                     | 4                   | 4                            | 5                     | 5                               | 5                         |
| Ventilstyring                                  | DOHC, tandrem           | OHC, tandrem                    | OHC, tandrem          | DOHC, tandrem       | DOHC, tandrem                | DOHC, tandrem         | DOHC, tandrem                   | DOHC, tandrem             |
| Fødesystem                                     | Multipoint              | Multipoint                      | Multipoint            | Multipoint          | Direkte                      | Multipoint            | Multipoint                      | Multipoint                |
| Trykladning                                    | –                       | –                               | –                     | –                   | –                            | –                     | Turbolader, ladeluftkøler       | Turbolader, ladeluftkøler |
| Køling                                         | Vandkøling              | Vandkøling                      | Vandkøling            | Vandkøling          | Vandkøling                   | Vandkøling            | Vandkøling                      | Vandkøling                |
| Boring × slaglængde                            | 76,5 × 75,6 mm          | 81,0 × 77,4 mm                  | 81,0 × 77,4 mm        | 76,5 × 86,9 mm      | 76,5 × 86,9 mm               | 81,0 × 86,4 mm        | 81,0 × 86,4 mm                  | 81,0 × 86,4 mm            |
| Slagvolume                                     | 1390 cm³                | 1595 cm³                        | 1595 cm³              | 1598 cm³            | 1598 cm³                     | 1781 cm³              | 1781 cm³                        | 1781 cm³                  |
| Kompressionsforhold                            | 10,5:1                  | 10,3:1                          | 10,3:1                | 11,5:1              | 12,0:1                       | 10,3:1                | 9,3:1                           | 9,5:1                     |
| Maks. effekt ved omdr./min.                    | 55 kW (75 hk) 5000      | 74 kW (100 hk) 5600             | 75 kW (102 hk) 5600   | 77 kW (105 hk) 5700 | 81 kW (110 hk) 5800          | 92 kW (125 hk) 6000   | 110 kW (150 hk) 5700            | 132 kW (180 hk) 5500      |
| Maks. drejningsmoment ved omdr./min.           | 126 Nm 3300             | 145 Nm 3800                     | 148 Nm 3800           | 148 Nm 4500         | 155 Nm 4400                  | 170 Nm 4200           | 210 Nm 1750−4600                | 235 Nm 1950−5000          |
| Kraftoverførsel                                |                         |                                 |                       |                     |                              |                       |                                 |                           |
| Drivende hjul                                  | Forhjul                 | Forhjul                         | Forhjul               | Forhjul             | Forhjul                      | Alle                  | Forhjul                         | Forhjul                   |
| Gearkasse (standardudstyr)                     | 5-trins manuel          | 5-trins manuel                  | 4-trins automatisk    | 5-trins manuel      | 5-trins manuel               | 5-trins manuel        | 5-trins manuel                  | 6-trins manuel            |
| Gearkasse (ekstraudstyr)                       | –                       | 4-trins automatisk              | –                     | –                   | –                            | –                     | 5-trins Tiptronic               | –                         |
| Præstationer (Limousine)                       |                         |                                 |                       |                     |                              |                       |                                 |                           |
| Topfart                                        | 171 km/t                | 188 km/t (185 km/t)             | (185 km/t)            | 192 km/t            | 194 km/t                     | [198 km/t]            | 216 km/t (212 km/t)             | 228 km/t                  |
| Acceleration 0-100 km/t                        | 14,9 sek.               | 11,7 sek. (13,5 sek.)           | (13,5 sek.)           | 11,6 sek.           | 11,2 sek.                    | [11,6 sek.]           | 8,9 sek. (9,8 sek.)             | 8,2 sek.                  |
| Brændstofforbrug pr. 100 km ved blandet kørsel | 6,5 liter Blyfri 95     | 7,7 liter (8,6 liter) Blyfri 95 | (8,1 liter) Blyfri 95 | 7,0 liter Blyfri 98 | 6,2 liter Blyfri 98          | [9,0 liter] Blyfri 95 | 7,9 liter (8,9 liter) Blyfri 95 | 8,4 liter Blyfri 98       |
| CO2-udslip ved blandet kørsel                  | 156 g/km                | 185 g/km (206 g/km)             | (194 g/km)            | 168 g/km            | 149 g/km                     | [216 g/km]            | 190 g/km (214 g/km)             | 202 g/km                  |
| Præstationer (Variant)                         |                         |                                 |                       |                     |                              |                       |                                 |                           |
| Topfart                                        | –                       | –                               | (185 km/t)            | 192 km/t            | 194 km/t                     | –                     | 216 km/t (212 km/t)             | 228 km/t                  |
| Acceleration 0-100 km/t                        | –                       | –                               | (13,9 sek.)           | 11,9 sek.           | 11,7 sek.                    | –                     | 9,2 sek. (10,1 sek.)            | 8,3 sek.                  |
| Brændstofforbrug pr. 100 km ved blandet kørsel | –                       | –                               | (8,1 liter) Blyfri 95 | 7,0 liter Blyfri 98 | 6,3 liter Blyfri 98          | –                     | 8,0 liter (9,1 liter) Blyfri 95 | 8,6 liter Blyfri 98       |
| CO2-udslip ved blandet kørsel                  | –                       | –                               | (194 g/km)            | 168 g/km            | 151 g/km                     | –                     | 192 g/km (218 g/km)             | 204 g/km                  |
| Bemærkninger                                   |                         |                                 |                       |                     |                              |                       |                                 |                           |
|                                                |                         |                                 |                       |                     | Ikke egnet til E10-brændstof |                       |                                 |                           |

1. 1 2 3  Denne motor findes ikke på det danske modelprogram
2. 1 2  Værdier i runde parenteser gælder for versioner med automatgear, og i kantede parenteser for versioner med firehjulstræk

#### 2,0 til 2,8 liter
|                                                | 2.0                             | 2.0                             | 2.0                   | 2.3 V5                                        | 2.3 V5                                       | 2.8 V6                 |
| Byggeperiode                                   | 9/1998−4/2001                   | 5/2001−5/2005                   | 5/2000−5/2003         | 9/1998−9/2000                                 | 10/2000−5/2002                               | 5/1999−5/2003          |
| Motordata                                      |                                 |                                 |                       |                                               |                                              |                        |
| Motorkendebogstaver                            | APK, AQY                        | AZJ                             | AZH                   | AGZ                                           | AQN                                          | AQP, AUE, BDE          |
| Motortype                                      | R4-benzinmotor                  | R4-benzinmotor                  | R4-benzinmotor        | VR5-benzinmotor                               | VR5-benzinmotor                              | VR6-benzinmotor        |
| Antal ventiler pr. cylinder                    | 2                               | 2                               | 2                     | 2                                             | 4                                            | 4                      |
| Ventilstyring                                  | OHC, tandrem                    | OHC, tandrem                    | OHC, tandrem          | 2 × OHC, kæde                                 | 2 × DOHC, kæde                               | 2 × DOHC, kæde         |
| Fødesystem                                     | Multipoint                      | Multipoint                      | Multipoint            | Multipoint                                    | Multipoint                                   | Multipoint             |
| Trykladning                                    | –                               | –                               | –                     | –                                             | –                                            | –                      |
| Køling                                         | Vandkøling                      | Vandkøling                      | Vandkøling            | Vandkøling                                    | Vandkøling                                   | Vandkøling             |
| Boring × slaglængde                            | 82,5 × 92,8 mm                  | 82,5 × 92,8 mm                  | 82,5 × 92,8 mm        | 81,0 × 90,2 mm                                | 81,0 × 90,2 mm                               | 81,0 × 90,3 mm         |
| Slagvolume                                     | 1984 cm³                        | 1984 cm³                        | 1984 cm³              | 2324 cm³                                      | 2324 cm³                                     | 2792 cm³               |
| Kompressionsforhold                            | 10,5:1                          | 10,5:1                          | 10,5:1                | 10,2:1                                        | 10,8:1                                       | 10,5:1                 |
| Maks. effekt ved omdr./min.                    | 85 kW (115 hk) 5200             | 85 kW (115 hk) 5200             | 85 kW (115 hk) 5400   | 110 kW (150 hk) 6000                          | 125 kW (170 hk) 6200                         | 150 kW (204 hk) 6000   |
| Maks. drejningsmoment ved omdr./min.           | 170 Nm 2400                     | 172 Nm 3200                     | 170 Nm 2400           | 205 Nm 3200                                   | 220 Nm 3300                                  | 270 Nm 3200            |
| Kraftoverførsel                                |                                 |                                 |                       |                                               |                                              |                        |
| Drivende hjul (standardudstyr)                 | Forhjul                         | Forhjul                         | Alle                  | Forhjul                                       | Forhjul                                      | Alle                   |
| Drivende hjul (ekstraudstyr)                   | –                               | –                               | –                     | Alle                                          | Alle                                         | –                      |
| Gearkasse (standardudstyr)                     | 5-trins manuel                  | 5-trins manuel                  | 5-trins manuel        | 5-trins manuel                                | 5-trins manuel                               | 6-trins manuel         |
| Gearkasse (ekstraudstyr)                       | 4-trins automatisk              | 4-trins automatisk              | –                     | 5-trins Tiptronic                             | 5-trins Tiptronic                            | –                      |
| Præstationer (Limousine)                       |                                 |                                 |                       |                                               |                                              |                        |
| Topfart                                        | 195 km/t (192 km/t)             | 195 km/t (192 km/t)             | [192 km/t]            | 216 km/t (212 km/t) [211 km/t]                | 224 km/t (220 km/t) [218 km/t]               | [235 km/t]             |
| Acceleration 0-100 km/t                        | 11,0 sek. (12,4 sek.)           | 11,0 sek. (12,3 sek.)           | [11,7 sek.]           | 9,1 sek. (10,1 sek.) [10,2 sek.]              | 8,5 sek. (9,2 sek.) [9,1 sek.]               | [7,4 sek.]             |
| Brændstofforbrug pr. 100 km ved blandet kørsel | 8,0 liter (9,1 liter) Blyfri 95 | 8,0 liter (9,1 liter) Blyfri 95 | [8,8 liter] Blyfri 95 | 9,3 liter (9,9 liter) [10,4 liter] Blyfri 95  | 8,7 liter (9,7 liter) [10,0 liter] Blyfri 98 | [11,0 liter] Blyfri 98 |
| CO2-udslip ved blandet kørsel                  | 192 g/km (218 g/km)             | 192 g/km (218 g/km)             | [211 g/km]            | 223 g/km (238 g/km) [250 g/km]                | 209 g/km (233 g/km) [240 g/km]               | [264 g/km]             |
| Præstationer (Variant)                         |                                 |                                 |                       |                                               |                                              |                        |
| Topfart                                        | 195 km/t (192 km/t)             | 195 km/t (192 km/t)             | [192 km/t]            | 216 km/t (212 km/t) [211 km/t]                | 224 km/t (220 km/t) [218 km/t]               | [235 km/t]             |
| Acceleration 0-100 km/t                        | 11,4 sek. (12,9 sek.)           | 11,4 sek. (12,8 sek.)           | [12,0 sek.]           | 9,4 sek. (10,5 sek.) [10,5 sek.]              | 8,9 sek. (9,6 sek.) [9,3 sek.]               | [7,6 sek.]             |
| Brændstofforbrug pr. 100 km ved blandet kørsel | 8,0 liter (9,1 liter) Blyfri 95 | 8,0 liter (9,1 liter) Blyfri 95 | [8,8 liter] Blyfri 95 | 9,4 liter (10,1 liter) [10,5 liter] Blyfri 95 | 8,8 liter (9,7 liter) [10,0 liter] Blyfri 98 | [11,0 liter] Blyfri 98 |
| CO2-udslip ved blandet kørsel                  | 192 g/km (218 g/km)             | 192 g/km (218 g/km)             | [211 g/km]            | 226 g/km (242 g/km) [252 g/km]                | 211 g/km (220 g/km) [240 g/km]               | [264 g/km]             |

1. ↑  4Motion: 6-trins manuel
2. 1 2  Værdier i runde parenteser gælder for versioner med automatgear, og i kantede parenteser for versioner med firehjulstræk

### Dieselmotorer
|                                                | 1.9 SDI            | 1.9 TDI                                  | 1.9 TDI                      | 1.9 TDI                                  | 1.9 TDI                      | 1.9 TDI                                  | 1.9 TDI                                  | 1.9 TDI                      |
| Byggeperiode                                   | 9/1998−5/2005      | 9/1998−5/2002                            | 9/1998−5/2002                | 10/2000−5/2005                           | 9/1998−5/2001                | 5/2000−5/2001                            | 5/2001−5/2005                            | 10/2000−5/2005               |
| Motordata                                      |                    |                                          |                              |                                          |                              |                                          |                                          |                              |
| Motorkendebogstaver                            | AGP, AQM           | AGR, ALH                                 | AHF, ASV                     | ATD, AXR                                 | AJM                          | AUY                                      | ASZ                                      | ARL                          |
| Motortype                                      | R4-dieselmotor     | R4-dieselmotor                           | R4-dieselmotor               | R4-dieselmotor                           | R4-dieselmotor               | R4-dieselmotor                           | R4-dieselmotor                           | R4-dieselmotor               |
| Antal ventiler pr. cylinder                    | 2                  | 2                                        | 2                            | 2                                        | 2                            | 2                                        | 2                                        | 2                            |
| Ventilstyring                                  | OHC, tandrem       | OHC, tandrem                             | OHC, tandrem                 | OHC, tandrem                             | OHC, tandrem                 | OHC, tandrem                             | OHC, tandrem                             | OHC, tandrem                 |
| Fødesystem                                     | Direkte            | Direkte                                  | Direkte                      | Pumpe/dyse                               | Pumpe/dyse                   | Pumpe/dyse                               | Pumpe/dyse                               | Pumpe/dyse                   |
| Trykladning                                    | –                  | Turbolader, ladeluftkøler                | Turbolader, ladeluftkøler    | Turbolader, ladeluftkøler                | Turbolader, ladeluftkøler    | Turbolader, ladeluftkøler                | Turbolader, ladeluftkøler                | Turbolader, ladeluftkøler    |
| Køling                                         | Vandkøling         | Vandkøling                               | Vandkøling                   | Vandkøling                               | Vandkøling                   | Vandkøling                               | Vandkøling                               | Vandkøling                   |
| Boring × slaglængde                            | 79,5 × 95,5 mm     | 79,5 × 95,5 mm                           | 79,5 × 95,5 mm               | 79,5 × 95,5 mm                           | 79,5 × 95,5 mm               | 79,5 × 95,5 mm                           | 79,5 × 95,5 mm                           | 79,5 × 95,5 mm               |
| Slagvolume                                     | 1896 cm³           | 1896 cm³                                 | 1896 cm³                     | 1896 cm³                                 | 1896 cm³                     | 1896 cm³                                 | 1896 cm³                                 | 1896 cm³                     |
| Kompressionsforhold                            | 19,5:1             | 19,5:1                                   | 19,5:1                       | 19,0:1                                   | 18,0:1                       | 18,0:1                                   | 19,0:1                                   | 18,5:1                       |
| Maks. effekt ved omdr./min.                    | 50 kW (68 hk) 4200 | 66 kW (90 hk) 3750                       | 81 kW (110 hk) 4150          | 74 kW (100 hk) 4000                      | 85 kW (115 hk) 4000          | 85 kW (115 hk) 4000                      | 96 kW (130 hk) 4000                      | 110 kW (150 hk) 4000         |
| Maks. drejningsmoment ved omdr./min.           | 133 Nm 2200−2600   | 210 Nm 1900                              | 235 Nm 1900                  | 240 Nm 1800−2400                         | 285 Nm 1900                  | 310 Nm 1900                              | 310 Nm 1900                              | 320 Nm 1900                  |
| Kraftoverførsel                                |                    |                                          |                              |                                          |                              |                                          |                                          |                              |
| Drivende hjul (standardudstyr)                 | Forhjul            | Forhjul                                  | Forhjul                      | Forhjul                                  | Forhjul                      | Forhjul                                  | Forhjul                                  | Forhjul                      |
| Drivende hjul (ekstraudstyr)                   | –                  | Alle                                     | –                            | Alle                                     | Alle                         | Alle                                     | Alle                                     | Alle                         |
| Gearkasse (standardudstyr)                     | 5-trins manuel     | 5-trins manuel                           | 5-trins manuel               | 5-trins manuel                           | 5-trins manuel               | 6-trins manuel                           | 6-trins manuel                           | 6-trins manuel               |
| Gearkasse (ekstraudstyr)                       | –                  | 4-trins automatisk                       | 4-trins automatisk           | 5-trins Tiptronic                        | –                            | 5-trins Tiptronic                        | 5-trins Tiptronic                        | –                            |
| Præstationer (Limousine)                       |                    |                                          |                              |                                          |                              |                                          |                                          |                              |
| Topfart                                        | 160 km/t           | 180 km/t (176 km/t) [177 km/t]           | 193 km/t (190 km/t)          | 188 km/t (184 km/t) [185 km/t]           | 195 km/t [192 km/t]          | 195 km/t (192 km/t) [192 km/t]           | 205 km/t (202 km/t) [202 km/t]           | 216 km/t [211 km/t]          |
| Acceleration 0-100 km/t                        | 18,2 sek.          | 12,9 sek. (14,7 sek.) [14,5 sek.]        | 10,9 sek. (12,4 sek.)        | 12,1 sek. (13,5 sek.) [13,0 sek.]        | 10,6 sek. [11,1 sek.]        | 10,8 sek. (11,5 sek.) [11,3 sek.]        | 10,1 sek. (10,9 sek.) [10,1 sek.]        | 9,0 sek. [9,0 sek.]          |
| Brændstofforbrug pr. 100 km ved blandet kørsel | 5,2 liter Diesel   | 5,0 liter (6,3 liter) [5,7 liter] Diesel | 5,0 liter (6,3 liter) Diesel | 5,2 liter (6,5 liter) [6,2 liter] Diesel | 5,1 liter [6,1 liter] Diesel | 5,1 liter (6,3 liter) [6,1 liter] Diesel | 5,2 liter (6,5 liter) [6,2 liter] Diesel | 5,4 liter [6,2 liter] Diesel |
| CO2-udslip ved blandet kørsel                  | 140 g/km           | 135 g/km (170 g/km) [154 g/km]           | 135 g/km (170 g/km)          | 140 g/km (176 g/km) [167 g/km]           | 138 g/km [165 g/km]          | 138 g/km (170 g/km) [165 g/km]           | 140 g/km (176 g/km) [167 g/km]           | 146 g/km [167 g/km]          |
| Præstationer (Variant)                         |                    |                                          |                              |                                          |                              |                                          |                                          |                              |
| Topfart                                        | –                  | –                                        | 193 km/t (190 km/t)          | 188 km/t (184 km/t) [185 km/t]           | 195 km/t [192 km/t]          | 195 km/t (192 km/t) [192 km/t]           | 205 km/t (202 km/t) [202 km/t]           | –                            |
| Acceleration 0-100 km/t                        | –                  | –                                        | 11,3 sek. (12,8 sek.)        | 12,8 sek. (14,0 sek.) [13,2 sek.]        | 11,1 sek. [11,5 sek.]        | 11,1 sek. (12,0 sek.) [11,5 sek.]        | 10,5 sek. (11,4 sek.) [10,3 sek.]        | –                            |
| Brændstofforbrug pr. 100 km ved blandet kørsel | –                  | –                                        | 5,2 liter (6,4 liter) Diesel | 5,4 liter (6,5 liter) [6,3 liter] Diesel | 5,3 liter [6,2 liter] Diesel | 5,3 liter (6,3 liter) [6,2 liter] Diesel | 5,4 liter (6,5 liter) [6,3 liter] Diesel | –                            |
| CO2-udslip ved blandet kørsel                  | –                  | –                                        | 140 g/km (173 g/km)          | 146 g/km (176 g/km) [170 g/km]           | 143 g/km [167 g/km]          | 143 g/km (170 g/km) [167 g/km]           | 146 g/km (176 g/km) [170 g/km]           | –                            |

1. ↑  Denne motor findes ikke på det danske modelprogram
2. ↑  4Motion: 6-trins manuel
3. 1 2  Værdier i runde parenteser gælder for versioner med automatgear, og i kantede parenteser for versioner med firehjulstræk